# Dietrich von Choltitz
"Choltitz" är även den tyska namnformen för Choltice.
Dietrich Hugo Hermann von Choltitz, född den 9 november 1894 i Wiese-Gräflich, död den 5 november 1966 i Baden-Baden, var en tysk general. Han befordrades till generalmajor 1942 och till general i infanteriet 1944. von Choltitz erhöll Riddarkorset av Järnkorset 1940. Efter kriget tilldelades han franska Hederslegionen.

## Biografi
Dietrich von Choltitz stred i första världskriget som löjtnant på västfronten och erhöll medaljer för sina insatser, bland annat järnkorset i första klass och såradmärket. Efter krigets slut fortsatte han i den reducerade armén i Weimarreubliken som kapten inom kavalleriet.
von Choltitz innehade under andra världskriget en rad befälspositioner. Åren 1940–1942 ledde han det 16. infanteriregementet och efter att i två månader ha anfört 260. Infanterie-Division gavs han befälet över XVII Armeekorps. Under 1943 ledde von Choltitz 11. Panzer-Division och utsågs av Adolf Hitler personligen i augusti 1944 till Wehrmachtkommendant för Paris. Hitler ansåg honom lämpad att förstöra de viktigare monumenten i den franska huvudstaden. Den exakta listan på objekt som skulle förstöras är osäker, men det gällde åtminstone broarna över Seine, Triumfbågen samt troligen även Eiffeltornet, mindre troligt men ej helt uteslutet Notre Dame och Napoleon I:s grav. Under de 16 dagar som återstod till Paris befrielse den 25 augusti 1944 bröt dock von Choltitz avsiktligt mot ett antal av Hitlers uttryckliga order. Framför allt genomförde von Choltitz ingen förstörelse och efter viss tvekan valde han att låta de inringade tyska trupperna som fanns kvar i staden kapitulera efter endast en kort symbolisk eldstrid vid sitt högkvarter. Han bistod därefter även de fria franska trupperna, som först intog staden, att övertyga utspridda tyska trupper att kapitulera genom att åka runt i en högtalarförsedd bil genom centrala Paris, en order som åtlyddes av de flesta arméenheter. 
Hitler hade så sent som två dagar före Paris befrielse givit von Choltitz order per telefon: "Staden får under inga som helst omständigheter falla i fiendens händer annat än om den ligger i ruiner". En känd fråga från Führern var: "Brinner Paris?". Under sin tid som kommendant förhandlade von Choltitz via den svenske generalkonsuln i Paris, Raoul Nordling, och dennes bror Rolf Nordling, med såväl motståndsrörelsen som franska militärer och den 28 augusti kapitulerade han och en trupp omfattande 17 000 man till den franske generalen Philippe Leclerc och motståndsledaren Henri Rol-Tanguy. von Choltitz var i allierad krigsfångenskap från augusti 1944 till april 1947. Både i Trent Park, London, ett fängelse för tyska officerare och Camp Clinton i Mississippi, USA. 
Han avled i november 1966 av sjukdom på ett sjukhus i Baden-Baden. På hans begravning medverkade höga franska officerare som en gest för von Choltitz insats mot att inte förstöra Paris.